# Сюита из оркестровых произведений Иоганна Себастьяна Баха (Малер)
Сюита из оркестровых произведений Иоганна Себастьяна Баха (нем. Suite aus den Orchesterwerken von Johann Sebastian Bach) — произведение Густава Малера, представляющее собой перекомпонованные и переоркестрованные части из Сюит для оркестра Иоганна Себастьяна Баха № 2 и 3, BWV 1067 и 1068. Малер создал это сочинение в 1909 году и впервые исполнил, видимо, 10 ноября 1909 года, открыв этой сюитой первый «исторический» (составленный исключительно из музыки XVIII века, что было весьма необычно для того времени) концерт Нью-Йоркского филармонического оркестра. В дальнейшем Малер ещё несколько раз исполнял эту сюиту, играя на клавесине и дирижируя оркестром от инструмента, как во времена Баха. В декабре 1909 года Малер подписал договор на издание партитуры, и сюита была опубликована в следующем году, став последней публикацией композитора, над которой он работал самостоятельно.
В состав сюиты входят четыре части: Увертюра из Сюиты № 2, идущие без перерыва Рондо и Шутка (фр. Badinerie) из той же сюиты, Ария из Сюиты № 3 и два Гавота из той же сюиты (также без перерыва). Средняя продолжительность звучания — около 20 минут.
По мнению музыковеда Доналда Митчелла, работа Малера, с одной стороны, представляла собой шаг по популяризации оркестровых сочинений Баха, малоизвестных и редко исполнявшихся в то время, а с другой (особенно с учётом способа исполнения) — предвосхищала дальнейшее движение в сторону исторического исполнительства.
Среди известных записей сюиты — версии Рикардо Шайи с Оркестром Концертгебау и Эсы-Пекки Салонена с Лос-Анджелесским филармоническим оркестром.